# Horb am Neckar
Horb am Neckar est une ville d'Allemagne, située dans l'arrondissement de Freudenstadt et le Land de Bade-Wurtemberg. Elle est arrosée par la rivière Neckar, un affluent de la rive droite du Rhin.
Avec presque 25 000 habitants, elle est, par sa population, la première ville de l'arrondissement de Freudenstadt.

## Administration
La communauté d'administration Horb am Neckar est composée d'Horb am Neckar et des communes de Empfingen et Eutingen im Gäu.

## Galerie

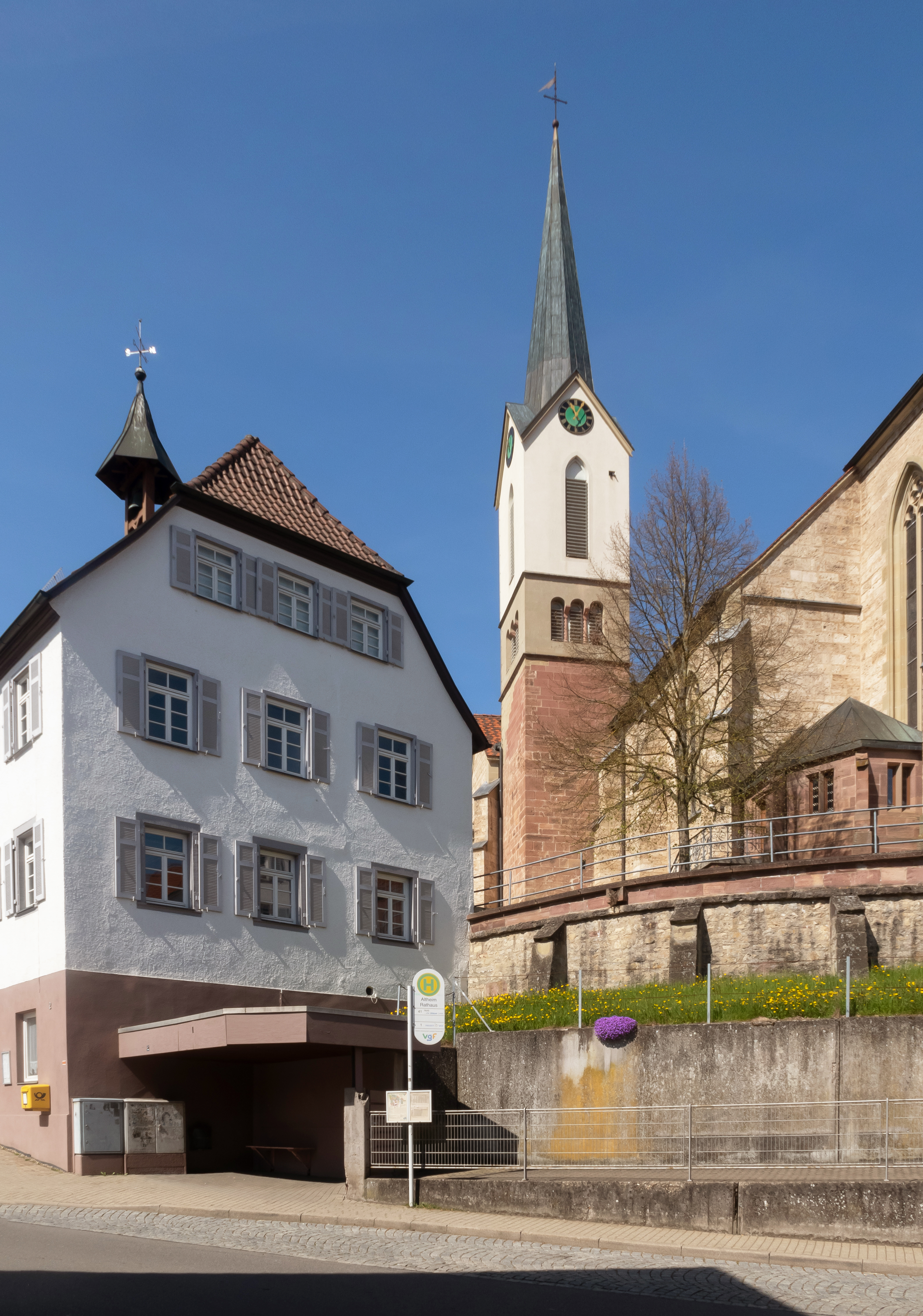
Altheim, l'église avec la mairie
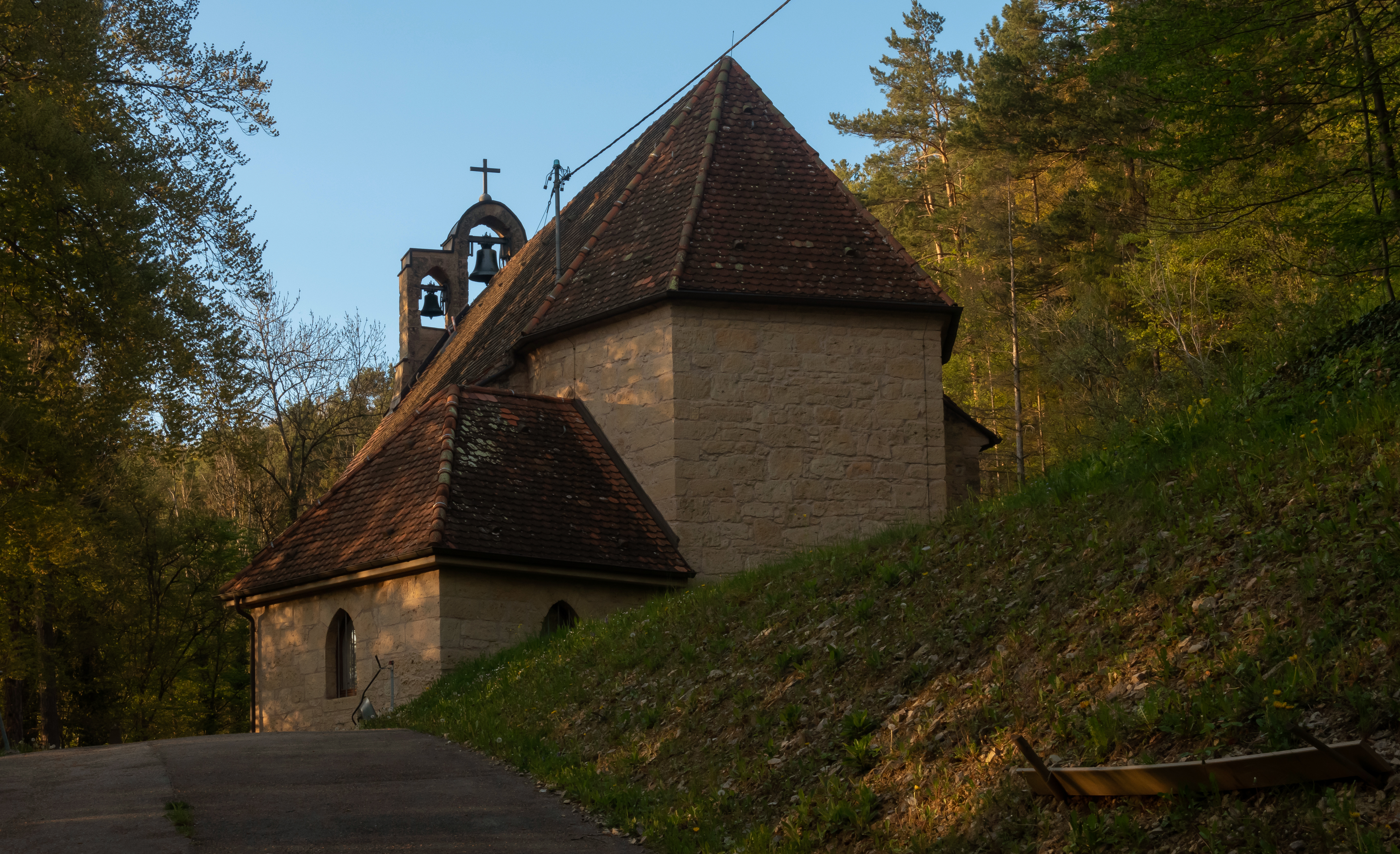
Isenburg, la chapelle
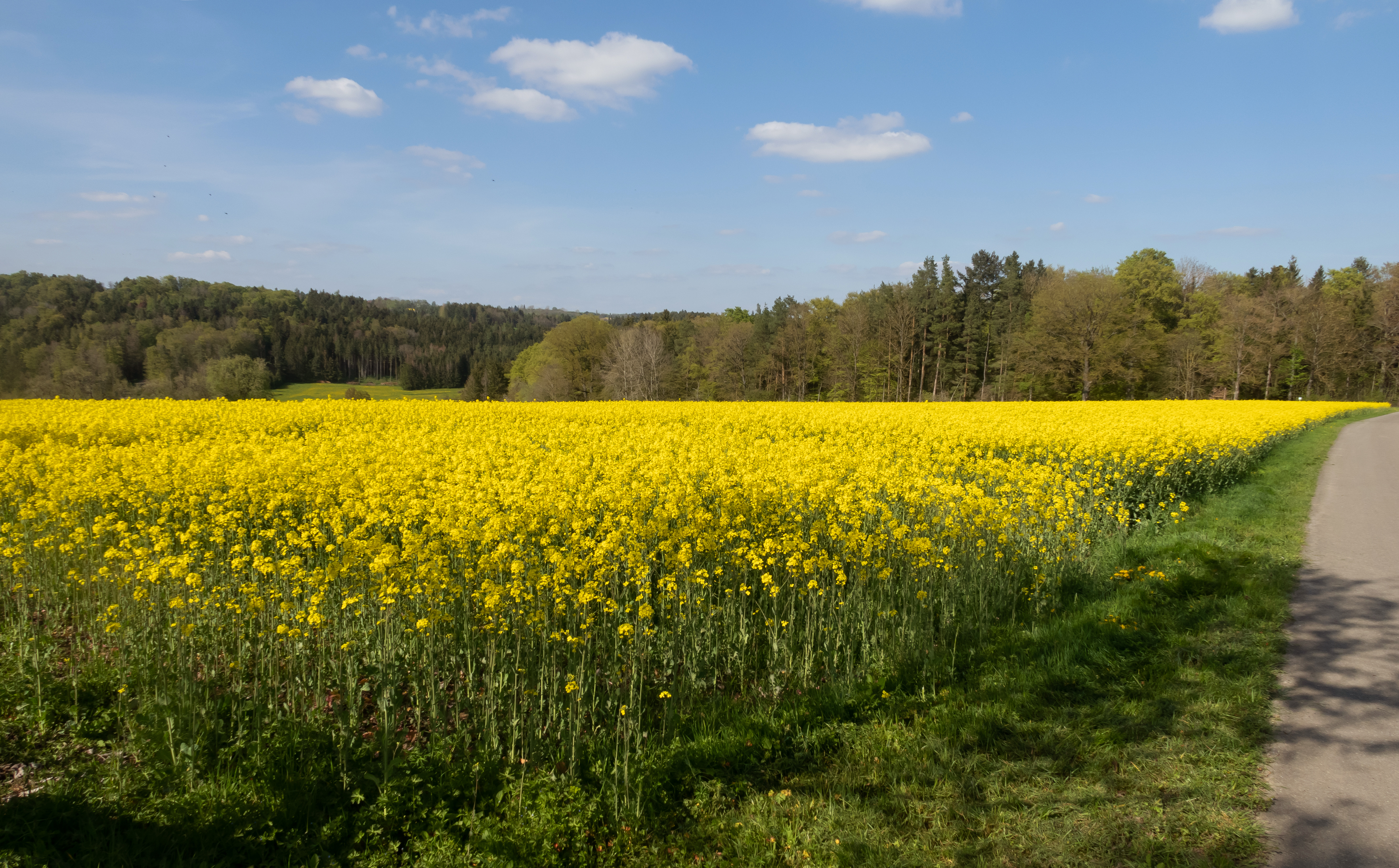
entre Bildechingen et Eutingen im Gäu, le champ de colza

## Démographie
Le nombre d'habitants est celui des recensements¹ et des estimations officielles de l'office de la statistique du Land :
| 1970   | 1975   | 1979   | 1980   | 1987    | 1990   | 1995   | 2000   | 2005   |
| ------ | ------ | ------ | ------ | ------- | ------ | ------ | ------ | ------ |
| 5 001¹ | 19 305 | 20 010 | 20 668 | 21 050¹ | 22 541 | 24 896 | 25 454 | 26 105 |

## Histoire
| Appartenances historiques Comté palatin de Tübingen 1228-1305 Comté de Hohenberg 1305-1381 Archiduché d'Autriche 1381–1806 Royaume de Wurtemberg 1806–1918 République de Weimar 1918–1933 Reich allemand 1933–1945 Allemagne occupée 1945–1949 Allemagne 1949–présent |

## Jumelages
La ville est jumelée avec :
- Haslemere (Royaume-Uni) depuis 1991
- Salins-les-Bains (France) depuis 1991
- Sant Just Desvern (Catalogne) depuis 1999

## Personnalités
- Veit Stoss, sculpteur.
- Michael Jung, cavalier allemand et champion olympique 2012
- Paul Leopold Haffner, évêque de Mayence de 1886 à 1899